# Mordellistena eludens
Mordellistena eludens es una especie de coleóptero de la familia Mordellidae.

## Distribución geográfica
Habita en Inglaterra.